# NGC 1555
NGC 1555（ハインドの変光星雲）は、おうし座に位置する変光星雲（散光星雲）である。この星雲は、おうし座T星によって照らされている。

## 概要
この反射星雲は、おうし座T星の周りを囲っている事がよく知られ研究されている。おうし座T星はおうし座T型星のプロトタイプである。その位置は簡単に判明する事ができる、3.53等星のおうし座ε星の西北西に約3°20'、ヒアデス星団の向点の北である。星に照らされている西側に、はっきりとしたハロのアーチとして見えている。おうし座T星と星雲の領域は576光年の彼方に存在している。
この星雲は、1852年ジョン・ハインドによって発見され、1861年から少しずつ暗くなり、1868年には大型の望遠鏡を使っても見ることができなくなった。その後、1890年のエドワード・エマーソン・バーナードとシャーバーン・バーナムによる観測までは見ることができなかった。1930年代からは次第に明るくなっている。
1868年、NGC 1555の近く、NGC 1554として記載されている別の星雲が、オットー・フォン・シュトルーベによって観測されたが、約10年後には完全に消失している。パロマー天文台スカイサーベイでは、NGC 1554は発見できておらず、星雲が位置する天球上の場所である、おうし座T星の西南西4'の地点には、14等星が存在している。星雲は一過性だったと推測されている。なお、現代の星図は、NGC 1554とNGC 1555の2つの星雲を合わせて記載している。